# Peganaceae
Classification APG II (2003)
Famille
Classification APG III (2009)
La famille des Peganacées regroupe des plantes dicotylédones. Selon Watson & Dallwitz elle comprend 5–7 espèces réparties en deux genres :
- Malacocarpus (war), Peganum.

Ce sont des plantes herbacées, originaires des régions sèches (déserts salins) d'Asie centrale.

## Étymologie
Le nom vient du genre Peganum, qui vient du grec πηγανος / peganos, nom grec de la rue il viendrait de πηγνυα / pignya, « j'échauffe ; je cuis » « on en connaît l'effet échauffant, le Peganum ressemble à la rue ». 

## Classification
En classification classique de Cronquist (1981) cette famille n'existe pas ; ces genres sont situés dans la famille des Zygophyllacées.
En classification phylogénétique APG (1998) et classification phylogénétique APG II (2003), cette famille est optionnelle ; ces plantes aussi peuvent être assignées aux Nitrariacées.
En classification phylogénétique APG III (2009) cette famille est invalide et ses genres sont incorporés dans la famille Nitrariaceae.